# Edward Lunn Young

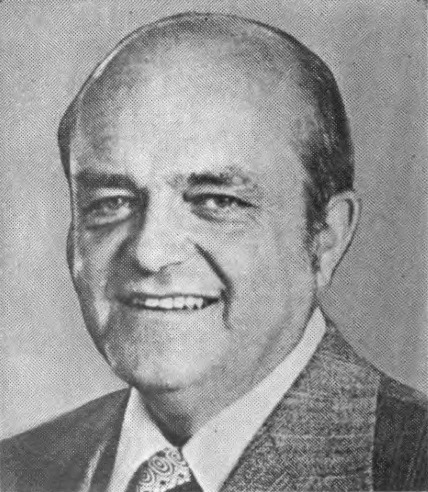
Edward Lunn Young (1973)

Edward Lunn Young (* 7. September 1920 in Florence, South Carolina; † 9. Mai 2017 ebenda) war ein US-amerikanischer Politiker. Zwischen 1973 und 1975 vertrat er den Bundesstaat South Carolina im US-Repräsentantenhaus.

## Werdegang
Edward Young besuchte die öffentlichen Schulen seiner Heimat und danach bis 1941 das Clemson College in Clemson. Während des Zweiten Weltkrieges war er als Kampfpilot des Fliegercorps der US-Armee im pazifischen Raum eingesetzt. Für seine militärische Leistungen wurde er mehrfach ausgezeichnet. Bei Kriegsende wurde er als Major Mitglied der Reserve. Nach dem Krieg war er unter anderem als Farmer und in der Immobilienbranche tätig.
Young wurde Mitglied der Republikanischen Partei. Zwischen 1958 und 1960 saß er als Abgeordneter im Repräsentantenhaus von South Carolina. In den Jahren 1968 und 1970 war er Delegierter auf den regionalen republikanischen Parteitagen in South Carolina. 1968 war er auch Delegierter zur Republican National Convention in Miami Beach, auf der Richard Nixon als Präsidentschaftskandidat nominiert wurde.
1972 wurde Young im sechsten Wahlbezirk von South Carolina in das US-Repräsentantenhaus in Washington, D.C. gewählt, wo er am 3. Januar 1973 die Nachfolge von John L. McMillan an. Da er bereits bei den nächsten Wahlen dem Demokraten John Jenrette unterlag, konnte er bis zum 3. Januar 1975 nur eine Legislaturperiode im Kongress absolvieren, die von der Watergate-Affäre überschattet war. Diese Affäre war auch für ihn, wie für viele andere republikanischen Abgeordnete, ein Hauptgrund für ihre Abwahl im Jahr 1974.
Im Jahr 1976 scheiterte Young mit dem Versuch einer Rückkehr in den Kongress. Zwei Jahre später kandidierte er ebenso erfolglos für das Amt des Gouverneurs von South Carolina. Weitere zwei Jahre später, im Jahr 1980, scheiterte auch Youngs letzter Versuch einer Rückkehr in das US-Repräsentantenhaus.